# Russell Kun
Russell Joseph Effaney Kun (ur. 24 maja 1966) – nauruański trójboista siłowy, po zakończeniu kariery polityk i działacz sportowy.
Był wielokrotnym medalistą Mistrzostw Australii i Oceanii w trójboju siłowym (m.in. w kategorii do 125 kg). Po zakończeniu kariery był członkiem Oceania Powerlifting Federation.
Po raz pierwszy dostał się do parlamentu w 2003 roku, kiedy zajął drugie miejsce w okręgu Ubenide (na cztery dające miejsca do parlamentu). W nowo utworzonym rządzie kierowanym przez Ludwiga Scotty'ego, objął funkcję ministra sprawiedliwości i dobrego zarządzania. W czasie swojej krótkiej kadencji, działał w Nauruańskiej Korporacji Fosforytowej, a także pełnił funkcję przewodniczącego parlamentu Nauru.
Jesienią 2004 roku, Kun zakwestionował możliwość sprawowania przez Kierena Keke mandatu deputowanego, z powodu posiadania przezeń podwójnego obywatelstwa. Niedługo potem, Scotty wprowadził na wyspie stan wyjątkowy; rozwiązał parlament, w tym także pozbawiając Russella Kuna funkcji przewodniczącego parlamentu (jednym z powodów odwołania był właśnie spór, dotyczący posiadania przez Keke podwójnego obywatelstwa). W przedterminowych wyborach, zorganizowanych 23 października 2004 roku, Kun zajął dopiero ósme miejsce w swoim okręgu, tym samym nie odnawiając mandatu poselskiego.
Przez kilka lat mieszkał na Wyspach Marshalla, na których działał w tamtejszej federacji trójboju siłowego.
Jego kuzyn Roland, również jest członkiem parlamentu nauruańskiego.